# Pachnoda sinuata
Pachnoda sinuata – gatunek chrząszcza z rodziny poświętnikowatych, z podrodziny kruszczycowatych.

## Podgatunki
Gatunek ten ma 5 podgatunków:
- Pachnoda sinuata calceata Harold, 1878
- Pachnoda sinuata flaviventris (Gory & Percheron, 1833)
- Pachnoda sinuata machadoi Rigout, 1989
- Pachnoda sinuata nicolae Rigout, 1986
- Pachnoda sinuata sinuata (Fabricius, 1775)[1]

## Występowanie
Występuje w południowej części Afryki, głównie  w Południowej Afryce

## Opis gatunku
Gatunek ten osiąga długość od 2 do 3 centymetrów. Dorosłe chrząszcze żywią się kwiatami i owocami.

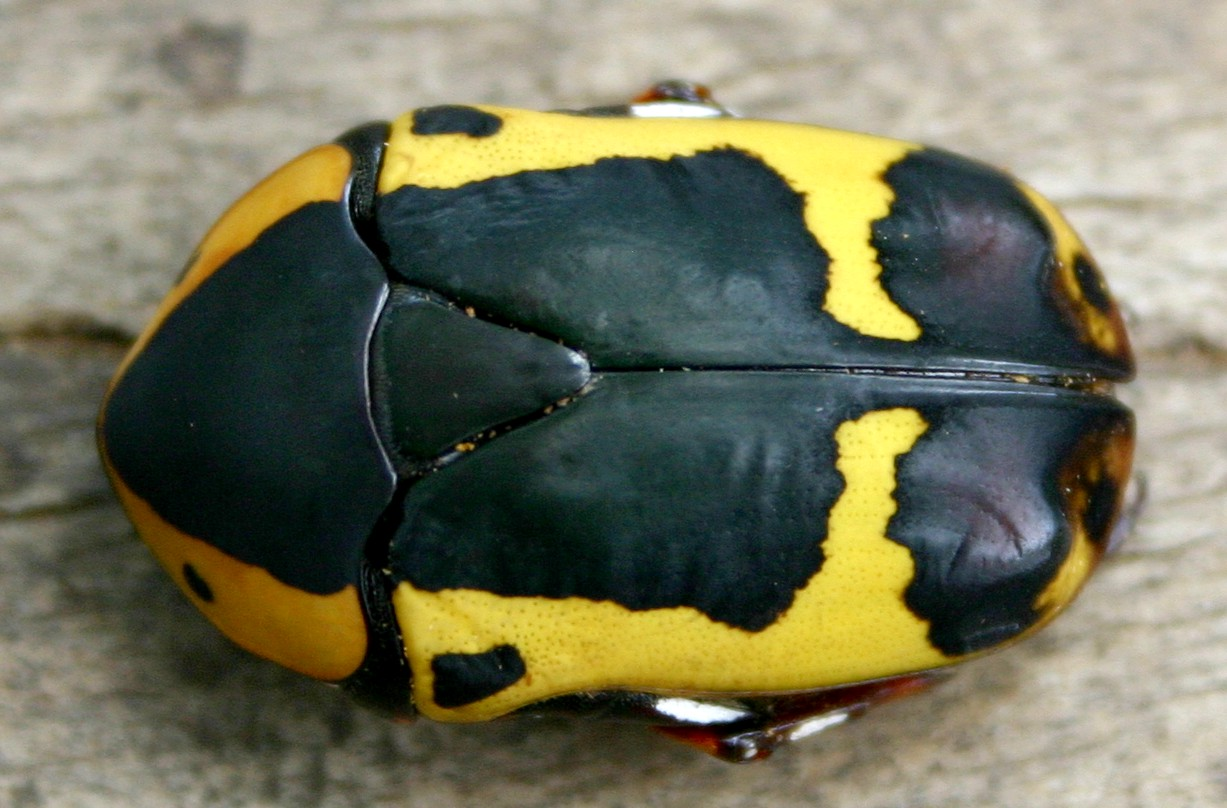
Dorosły okaz

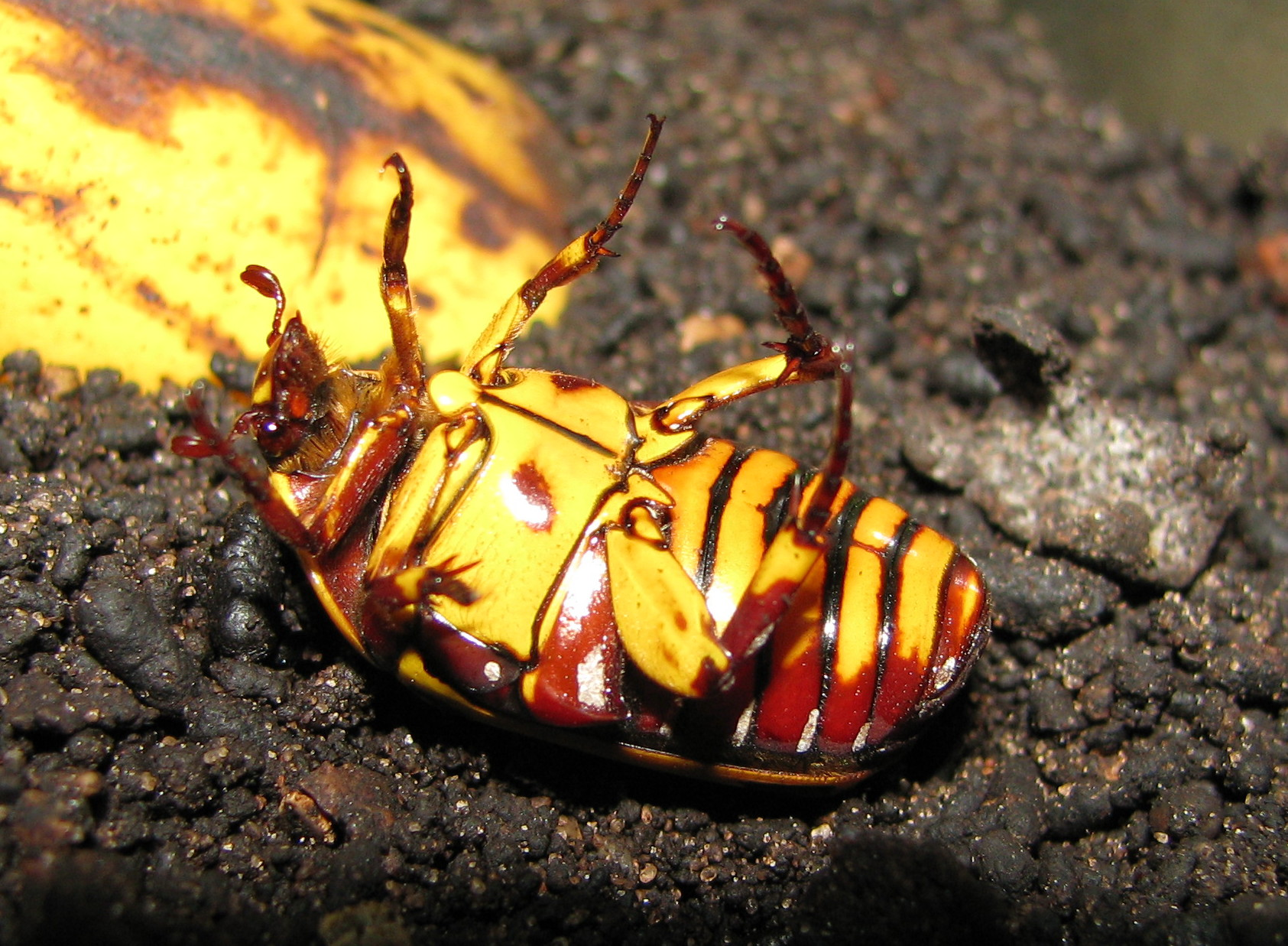
Osobnik widziany od dołu

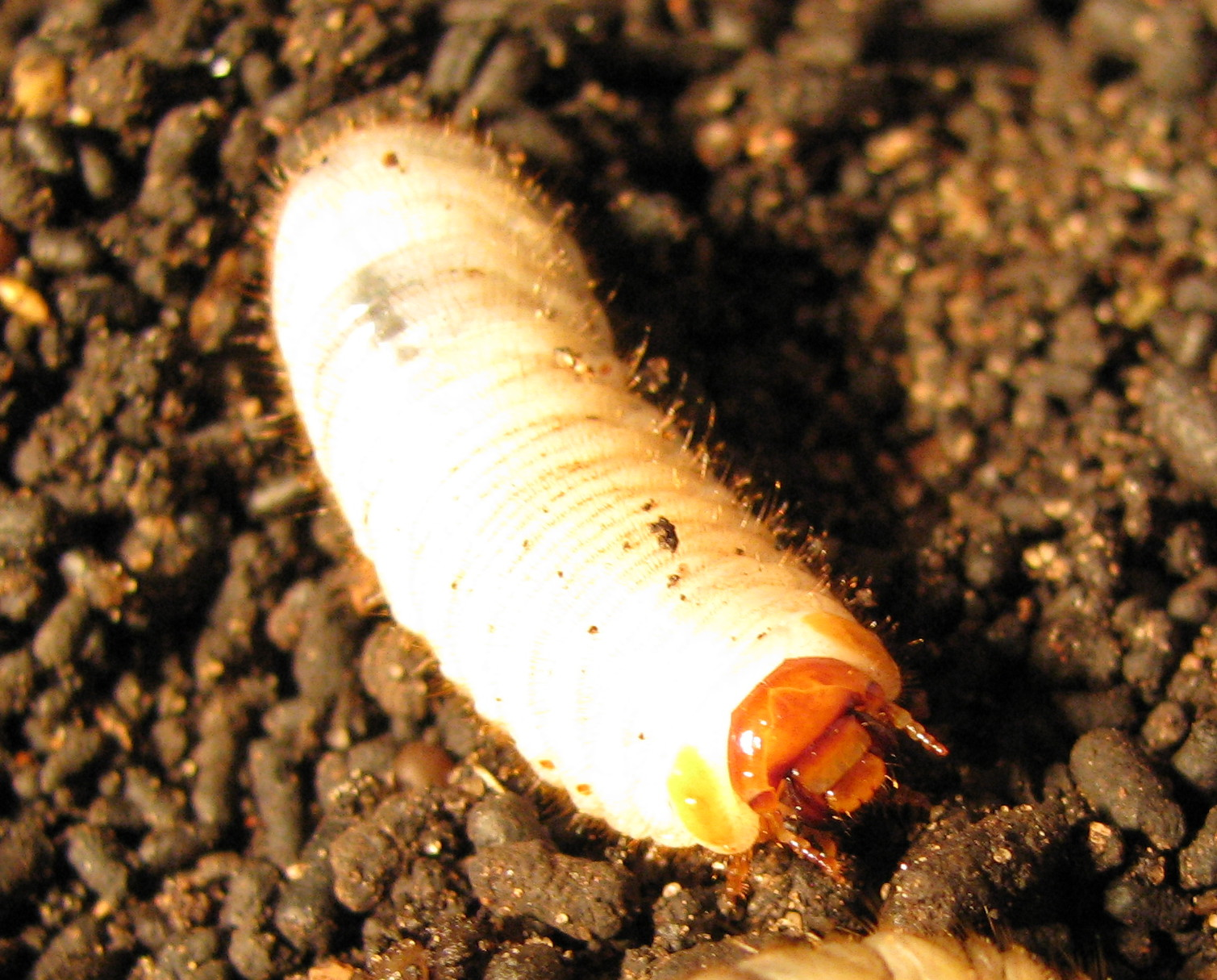
Larwa

Poczwarka